# Protonierung

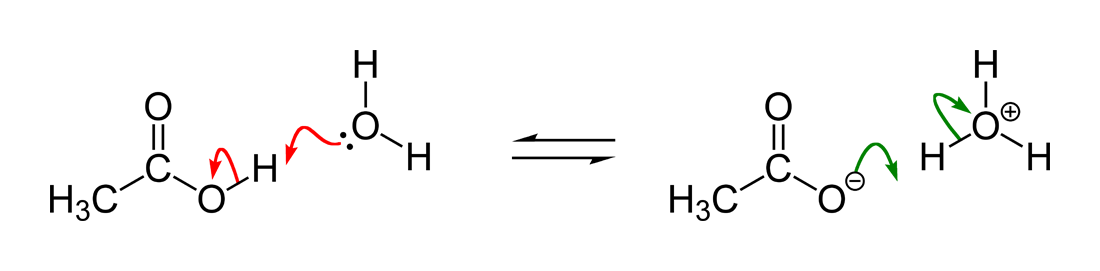
Beispiel: Säure-Base-Reaktion von Essigsäure und Wasser. Rote Pfeile: Deprotonierung der Essigsäure; grüne Pfeile: Protonierung des Acetats unter Bildung von Essigsäure.

Als Protonierung bezeichnet man in der Chemie die Anlagerung von Protonen (Wasserstoff-Kernen/ -Kationen) an eine chemische Verbindung im Rahmen einer Säure-Base-Reaktion. Dabei werden dem Zielmolekül je nach Anzahl der übertragenen Protonen eine oder mehrere positive Ladungen hinzugefügt. Die Verbindung, die die Protonen aufgenommen hat, wird als protonierte Verbindung bezeichnet. Den entgegengesetzten Vorgang, den der Abspaltung von Protonen von einer Verbindung, nennt man Deprotonierung.
{\displaystyle \mathrm {HA\ +\ B\ \rightleftharpoons \ A^{-}\ +\ HB^{+}} }
Protonierung der Verbindung B durch die Säure HA, die dabei deprotoniert wird.
Voraussetzung für den Vorgang der Protonierung ist das Vorliegen einer Säure und einer Base nach der Definition von Brønsted und Lowry. Die Säurestärke – repräsentiert durch den pKS-Wert – und die Basenstärke (pKB) bestimmen, ob das Gleichgewicht auf der Seite der protonierten oder unprotonierten Verbindung liegt.
Die Protonierung einer Verbindung kann durch sterische Faktoren beeinflusst werden.
Mit dem Proton wird eine positive Ladung übertragen, wie im folgenden Beispiel, das die Protonierung von Ammoniak (NH3) durch Chlorwasserstoff (HCl) zeigt:
{\displaystyle \mathrm {HCl\ +\ NH_{3}\ \rightleftharpoons \ Cl^{-}\ +\ NH_{4}^{+}} }
Chlorwasserstoff gibt ein Proton an das Ammoniak-Molekül ab. Dadurch werden ein negativ geladenes Chlorid-Anion sowie ein positiv geladenes Ammonium-Kation gebildet.
Die Protonierung ist ein vielfach beobachteter und genutzter Reaktionsschritt. Sie dient häufig zur Aktivierung einer chemischen Verbindung für nachfolgende Reaktionen. Man setzt sie aber auch dazu ein, Verbindungen zu ionisieren, zum Beispiel im Rahmen einer massenspektrometrischen Analyse.